# Monti di Piana degli Albanesi
I Monti di Piana degli Albanesi (Malet e Horës së Arbëreshëvet in albanese) sono un gruppo di montagne della Provincia di Palermo, situate in direzione sud-est dalla città di Palermo, nel territorio comunale di Piana degli Albanesi.

## Descrizione

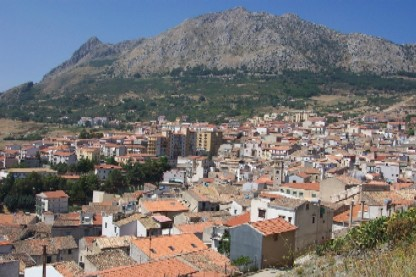
Il Monte Pizzuta è il rilievo più alto della catena

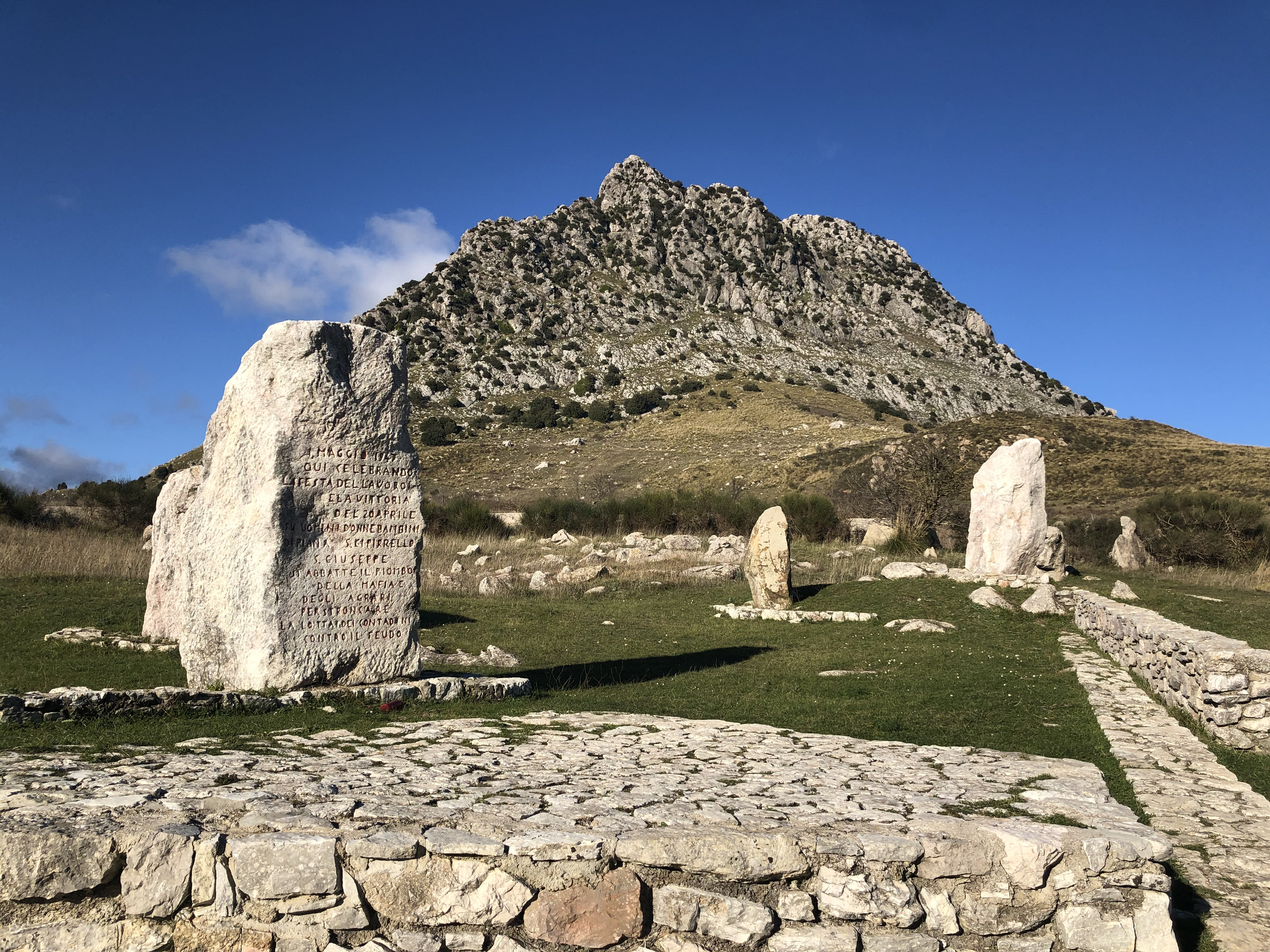
Maja e Pelavet da Portella della Ginestra

La catena è ubicata interamente nel comune di Piana degli Albanesi, e arriva fino a "La Moarda", nei pressi di Altofonte. Il rilievo più alto è il Monte Pizzuta di m 1.333, un'imponente montagna, dotata di una ricca fauna, da due grotte naturali (Garrone e Zubbione) e dalle storiche e famose "Neviere della Pizzuta". Il secondo punto più elevato sono le due cime, battezzate in lingua Arbëreshe Maja e Pelavet, con un'altezza di circa 1.279 metri; ai piedi di questa montagna alla fine degli anni 40' avvenne una tragedia, ossia la Strage di Portella della Ginestra, un attentato di stampo mafioso avvenuto nel maggio 1947 in cui morirono assassinate 11 persone, uccise da banditi guidati dal boss di Montelepre Salvatore Giuliano. Gli altri rilievi hanno altitudini modeste. 

### Flora
Gran parte della flora che cresce in queste montagne, appartiene alla flora della Macchia Mediterranea. Nei punti più bassi si sviluppano fitte pinete ed anche gli Eucalyptus. Sui punti più elevati invece si sviluppa una vegetazione di tipo alpina, con presenza di abeti al di sopra dei 1.250 m. Negli ultimi anni si è osservata una lieve diminuzione della flora, la causa principale sono gli incendi che si sviluppano in estate, a causa delle elevate temperature e dai frequenti venti di scirocco. Sul Monte Pizzuta esistono due grotte naturali: la Grotta del Garrone e quella dello Zubbione. Queste grotte oltre ad essere perennemente umide, a causa delle abbondanti precipitazioni e dal clima rigido invernale, sono considerate come una delle più belle attrazioni in assoluto. Ogni anno attirano numerosi escursionisti.

### Rilievi principali
- Monte Pizzuta 1.333 m (rilievo maggiore)
- Maja e Pelavet 1.257 m
- Monte Xëravulli 1.246 m
- Monte Kumeta 1.233 m
- Monte Maganoce 993 m
- Costa del Carpineto 939 m